# USNS Comfort (T-AH-20)
USNS Comfort (T-AH-20) es un barco hospital de la Marina de los Estados Unidos.

## Historia
Fue construido en 1976 por la National Steel and Shipbuilding Company como un barco petrolero, con el nombre de SS Rose City entrando en servicio en San Diego, California, el 1 de febrero de ese mismo año, y siendo adquirido en 1986 por la Marina de los Estados Unidos, con el propósito de usarlo como buque hospital entrando en servicio después de las modificaciones pertinentes en 1987.
El marzo de 2013 fue trasladado a la base naval de Norfolk en Norfolk, Virginia.

## Usos e inmunidad militar
La responsabilidad del barco es proporcionar ayuda de emergencia, en lugares donde la Fuerza Armada es desplegada en campo de batalla u otra operaciones. El barco proporciona servicios médicos y quirúrgicos inmediatos en apoyo del ejército de los Estados Unidos. También, se dedica a proveer ayuda humanitaria en caso de desastre si el gobierno estadounidense lo cree necesario.
De acuerdo con las Convenciones de Ginebra, el "Comfort" y su tripulación no llevan armas ofensivas.  Disparar contra "Comfort" se consideraría un crimen de guerra ya que el barco solo lleva armas para la autodefensa.

## Misiones
Durante la guerra del Golfo, el 9 de agosto de 1990, fue enviado a Kuwait y el 11 de agosto salió de Baltimore. El 12 de marzo de 1991 volvía a Baltimore. Atendió más de 700 pacientes hospitalizados y 8000 pacientes en modo ambulatorio.
En 1994, acogió a refugiados de Haití y actuó como servicio de inmigración flotante durante la operación Sea Signal.
En septiembre de 1994, fue enviado a la base naval estadounidense de Guantánamo para atender a los pacientes de cuidados intensivos de los 35 000 refugiados cubanos y haitianos que se encontraban allí durante la operación Uphold Democracy.
En la tarde del 11 de septiembre de 2001, fue activado y desplegado durante la operación "Águila Noble" para servir de clínica con 250 camas en el muelle 92 del centro de Manhattan. 561 pacientes recibieron asistencia médica y psicológica.
Durante la invasión de Irak de 2003 recibió la orden de despliegue el 26 de diciembre de 2002 y zarpó el 6 de enero de 2003. Tras una escala en Diego García, donde recibió personal médico adicional, continuó hacia el Golfo Pérsico y permaneció allí durante 56 días.
Tras dos días de preparación, zarpó el 2 de septiembre de 2005 para apoyar los esfuerzos de ayuda en la costa del Golfo tras la devastación causada por el huracán Katrina.

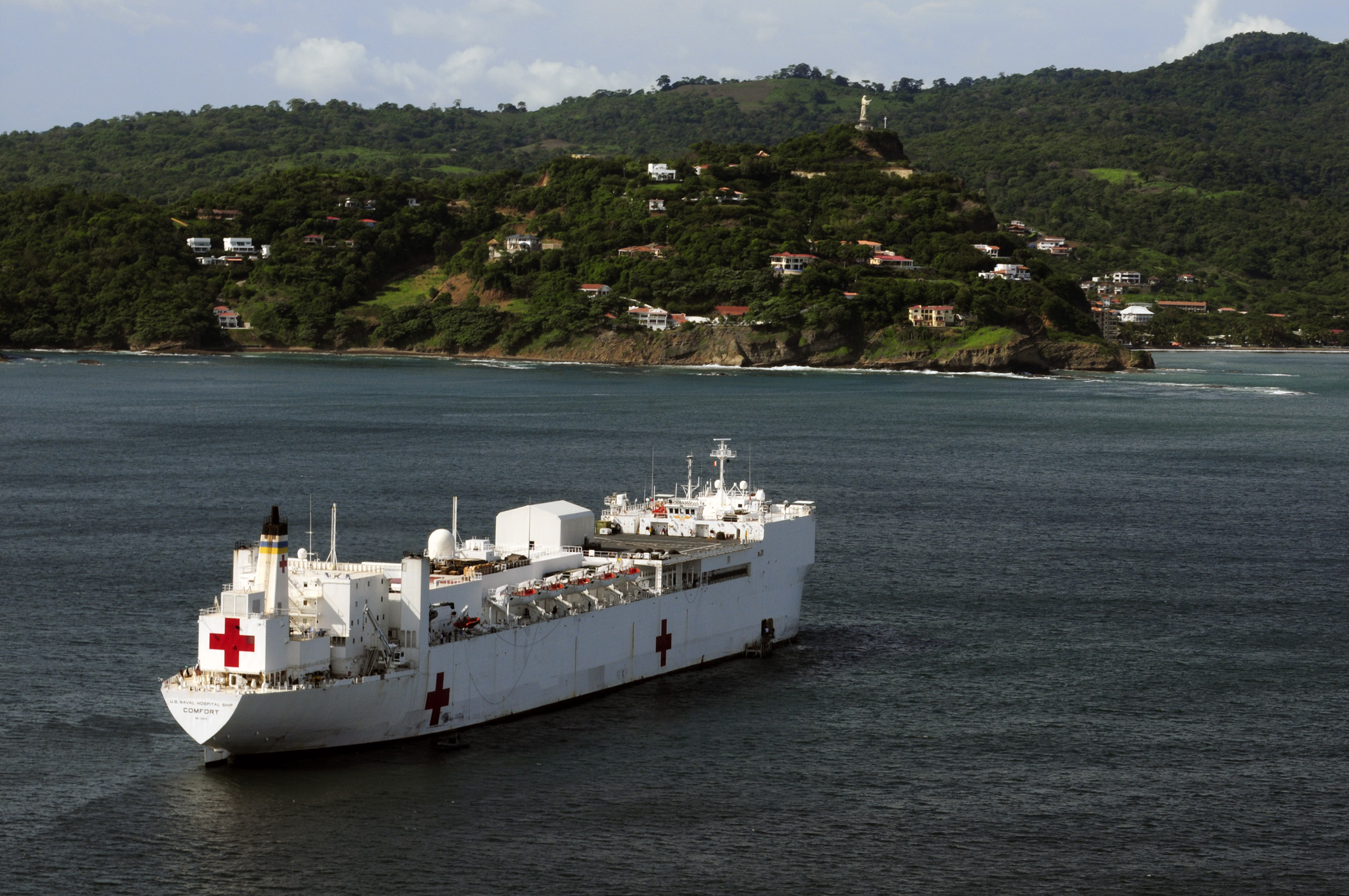
El Comfort en San Juan del Sur, Nicaragua, durante la operación Promesa Continúa

En la misión humanitaria Promesa continua comenzó el 15 de junio de 2007 y fue parte integrante de la iniciativa del Presidente George W. Bush para impulsar la causa de la justicia social en el hemisferio occidental. Visitó doce países de Centroamérica, Sudamérica y el Caribe, donde su personal médico prestó servicios sanitarios gratuitos a los necesitados. Trataron a más de 98 000 pacientes y operaron 1100 veces.
Durante el terremoto de Haití de 2010, el 13 de enero de 2010, recibió la orden de ayudar en las tareas de socorro tras el terremoto de Haití. El 21 de enero, el buque llegó a Puerto Príncipe y recibió entre 200 y 300 pacientes al día, que fueron trasladados al buque por helicópteros de la Marina estadounidense porque no podía atracar en el puerto, lo que liberaba espacio para los buques que llevaban suministros de socorro. El 10 de marzo de 2010, finalizó su misión después de que se hubieran realizado 843 operaciones a bordo y hubieran nacido nueve niños en el mismo.
El 29 de septiembre de 2017, zarpó con destino a Puerto Rico para apoyar las labores de ayuda en la isla, completamente devastada por el huracán María. La administración Trump fue muy criticada por enviar el barco tan tarde.
El ministro de Defensa peruano José Modesto Huerta Torres visita el USNS Comfort durante la Operación Promesa Perdurable.
En octubre de 2018, partió para una misión de once semanas en América Latina, con la misión principal de ayudar a los países que recibieron a los refugiados que huyeron de la crisis en Venezuela. El objetivo principal era aliviar los sistemas de salud de Colombia, Ecuador, Perú y Honduras, que se enfrentaron a la llegada de miles de migrantes venezolanos. Atendió a casi 27 000 pacientes y realizó 599 cirugías en 23 días clínicos en cinco paradas en cuatro países.
Del 30 marzo al 30 de abril del 2020, estuvo en la Ciudad de Nueva York para combatir la pandemia de COVID-19 en la ciudad de Nueva York, para ayudar a pacientes no contagiados y más adelante a pacientes positivos.

## Premios y condecoraciones
- Cinta de Acción de Combate – (26 de febrero de 1991)
- Premio Unidad Meritoria Conjunta – (abril de 1991–diciembre de 1996) Operación Proporcionar Confort
- Mención de Unidad de la Marina con I estrella – (agosto de 1990–marzo de 1991, mayo–julio 1994)
- Mención Meritoria de Unidad de la Marina con II estrellas – (septiembre de 1994–marzo de 1995, septiembre de 2001–junio de 2005, junio–octubre de 2007)
- Medalla de las Fuerzas Armadas Expedicionarias – (septiembre–octubre de 1994)
- Medalla de Servicio del Suroeste de Asia con III estrellas – (agosto de 1990–marzo de 1991)
- Medalla de Servicio Humanitario con III estrellas – (septiembre–octubre de 2001, septiembre–octubre de 2005, enero–febrero de 2010, septiembre–noviembre de 2017)
- Cinta Naval E
- Medalla de Servicio en la Defensa Nacional con I estrella
- Medalla Expedicionaria de la Guerra Global contra el Terrorismo
- Medalla del Servicio de la Guerra Global contra el Terrorismo
- Medalla de Liberación de Kuwait

En 2008, la organización sin fines de lucro United Seamen's Service en su evento anual Admiral of the Ocean Sea Awards (AOTOS) honró a los capitanes y tripulaciones de los buques hospital Comfort y Mercy con placas especiales de reconocimiento al servicio humanitario para marinos por sus respectivos despliegues humanitarios de cuatro meses en América Latina y el Caribe en 2007 y el Sudeste Asiático y el Pacífico en 2008.